# Cinhonizam
Cinhonizam je patološko stanje uzrokovano predoziranjem kininom ili njegovim prirodnim izvorom, korom drveta kininovca. Kinin se koristi kao lek za malariju ili za lečenje aritmija.U puno manjim količinama može se naći i u tonicima, u kojima služi za dobijanje gorčine. Cinhonizam se može javiti i kod terapeutskih doza kinina. Kinidin (iz grupe antiaritmika klase 1A) takođe  može uzrokovati cinhonizam.

## Klinička slika
Blaži oblik toksičnosti
Simptomi blagog cinhonizma uključuju:
- crvenu i znojnu kožu,
- zujanje u ušima (tinitus),
- poremećaje sluha,
- mutan vid, fotosenzitivnost,[6][7]
- konfuziju,
- reverzibilni gubitak sluha za visoke frekvencije,
- glavobolju,
- abdominalnu bol,
- osipe,
- vrtoglavicu,
- disforiju,
- mučninu, povraćanje i proliv.

Teži oblik toksičnosti
Velike doze kinina mogu izazvati teške simptome cinhonizma: 
- kožne osipe,
- reverzibilnu gluvoću,
- somnolenciju,
- poremećaje vida,[8]
- anafilaktički šok,
- poremećaje u srčanom ritmu i/ili provođenju,
- kardiotoksičnost,
- iznenadnu smrt.

Kod pacijenata lečenih kininom mogu se javiti i hipoglikemija (naročito nakon intravenske primene leka) i hipotenzija (snižen krvni pritisak).
Kinini, kao hlorokin, inaktiviraju enzime u lizosomima i imaju antiinflamatorni efekat, zbog čega se koriste u reumatoidnom artritisu. S druge strane, inaktivacija ovih enzima može uzrokovati akumulaciju glikogena i fosfolipida u lizosomima, što rezultuje toksičnom miopatijom. Ovo se smatra takođe jednim od mogućih uzroka cinhonizma.

## Prognoza
Većina simptoma cinhonizma (osim u teškim slučajevima) je reverzibilni i povlači se nakon prestankauporabe kinina.

## Literatura
- Lin, Xi; Chen, Shanping; Tee, Daniel (мај 1998). „Effects of Quinine on the Excitability and Voltage-Dependent Currents of Isolated Spiral Ganglion Neurons in Culture”. Journal of Neurophysiology. 79 (5): 2503—12. PMID 9582223. doi:10.1152/jn.1998.79.5.2503.

## Spoljašnje veze
|  | Molimo Vas, obratite pažnju na važno upozorenje u vezi sa temama iz oblasti medicine (zdravlja). |